# Ловцово (Ступинский район)
Ловцо́во — деревня в городе областного подчинения Ступино с административной территорией (до июля 2017 года — Ступинский район) Московской области России. Входит (с 2017) в состав городского округа Ступино.

## История
Впервые в исторических документах селение упоминается в 1577 году, как сельцо Лов, Ловцово — с 1647 года.
До 2006 года входила в Новоселковский сельский округ, затем с 2006 по 2017 годы в городское поселения Жилёво.

## География
Ловцово расположено в центральной части района, на обоих берегах реки Каширка. Ближайшие населённые пункты: Верзилово (и Новое Ступино) — примерно в 1 км на юго-восток.
Высота центра деревни над уровнем моря — 137 м.
Уличная сеть состоит из двух географических объектов: улиц Верхняя и Кукуевка.

## Население
| 2002 | 2006 | 2010 |
| ---- | ---- | ---- |
| 6    | ↘2   | ↘0   |

## Инфраструктура
На 2016 год Ловцово фактически дачный посёлок, при отсутствии постоянно проживающих жителей в деревне.

## Транспорт
Автомобильный и железнодорожный транспорт.
К деревне идёт просёлочная дорога. В пешей доступности железнодорожная платформа Колычёво (9 км).